# Periclina olorosa
Periclina olorosa är en fjärilsart som beskrevs av Paul Dognin 1893. Periclina olorosa ingår i släktet Periclina och familjen mätare. Inga underarter finns listade i Catalogue of Life.